# 竹叶胡椒
竹叶胡椒（学名：Piper bambusaefolium）为胡椒科胡椒属的植物，为中国的特有植物。分布在中国大陆的江西、四川、贵州等地，生长于海拔320米至1,200米的地区，常生于林中、石壁上或树上，目前尚未由人工引种栽培。

## 别名
山胡椒（四川）或山药（江西）